# 3 Suisses
« Trois suisses » redirige ici.  Pour la station de tramway, voir Ligne T du tramway de Lille - Roubaix - Tourcoing.
3 Suisses, également typographié 3Suisses, officiellement Livelle, est une entreprise française originaire du Nord, spécialisée dans la vente en ligne, qui propose une sélection de produits mode, linge de maison et déco. À l’origine, en 1932, 3 Suisses est une usine de filature du Nord-Pas-de-Calais,  dans la métropole lilloise, travaillant les tissus comme la laine et la maille. Elle devient par la suite un catalogue de vente par correspondance.

## Historique
Durant les premières années, à Roubaix et Croix, Xavier Toulemonde crée la Filature des 3 Suisses, qui deviendront par la suite les 3 Suisses. L'entreprise tire son nom d'un bistrot proche de son ancien siège, tenu par M. Suis, qui avait 3 filles. Petit à petit, les habitués de ce bistrot prirent l'habitude de dire qu'ils allaient « chez les 3 Suisses ».
Dès le début, les Français qui se sont abonnés reçoivent le catalogue dans leur boite aux lettres, il s’agissait alors uniquement d’un catalogue de vente de laine par correspondance.
Entre 1934 et 1961, 3 Suisses ouvre les premières antennes à l'étranger, notamment en Belgique, en Allemagne et en Autriche et lance en 1949 le premier catalogue « Textile » (28 pages et 436 articles) qui devient par la suite le catalogue type « Grand magasin ».
En 1967, un grand changement est opéré : le catalogue sort pour la première fois en couleurs.
En 1969,  3 Suisses est le premier à afficher sur la couverture de son catalogue une femme en pantalon alors que la jupe reste l'usage dans la société française.

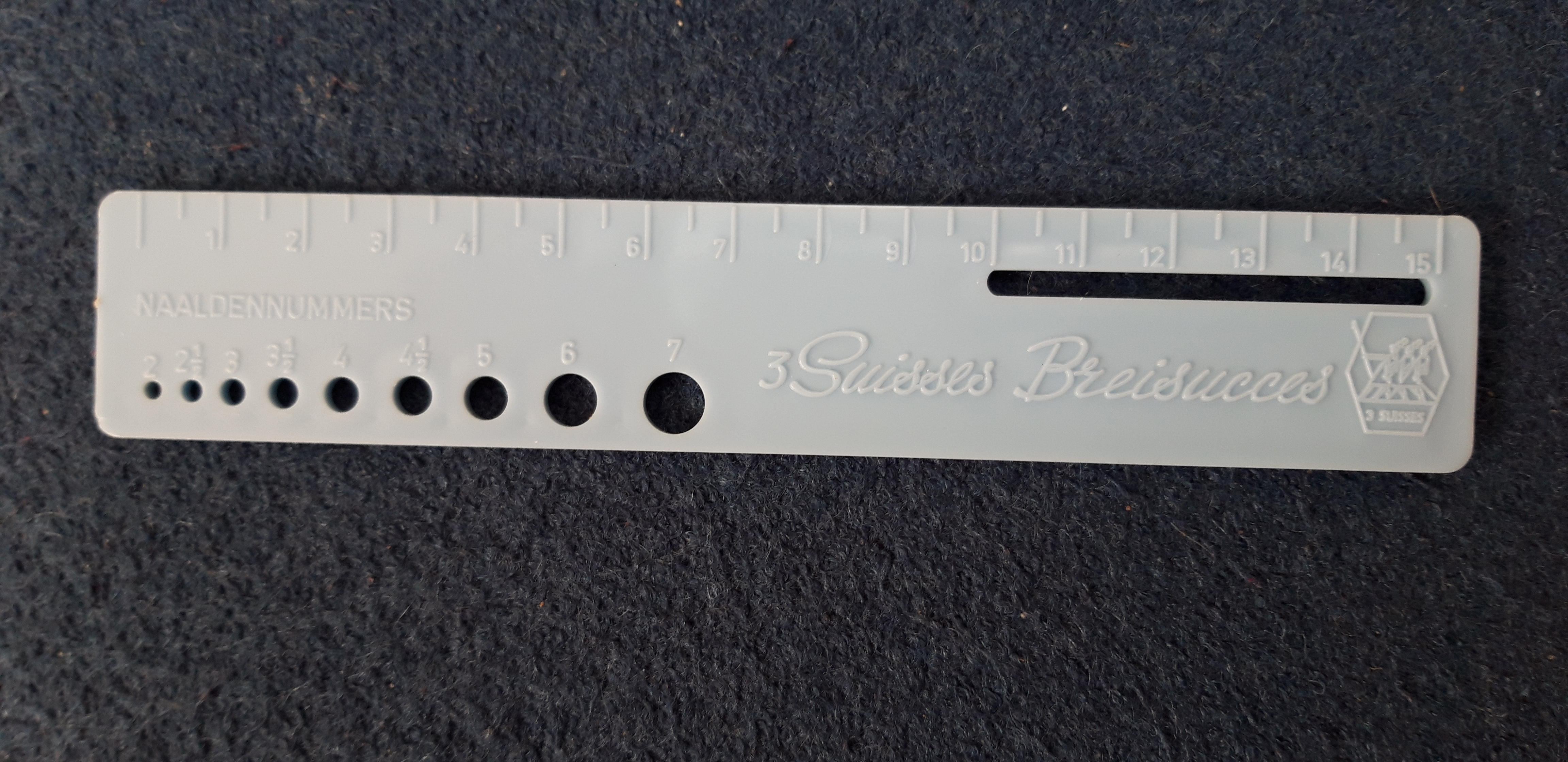
Jauge pour aiguilles à tricoter de 3 Suisses

En 1977, 3 Suisses s’associe avec la créatrice de mode Sonia Rykiel afin de proposer une collection spéciale imaginée par la créatrice dans le catalogue. C’est la naissance de la collaboration telle qu’on la connait aujourd’hui.
En 1983, 3 Suisses renoue une nouvelle fois avec les collaborations en travaillant cette fois avec l’enfant terrible de la mode, Jean-Paul Gaultier. Il s’ensuit de nombreuses collaborations avec Cacharel, Paco Rabanne, Courrèges et Castelbajac.
En 1991 3 Suisses travaille avec l’architecte et designer Philippe Starck pour créer un meuble atypique. Il s’agit d’un tabouret multifonctionnel, avec un intérieur creux qui peut ainsi faire office de rangement. Ce meuble original se nomme Bubu 1er et s’est vendu à plus de quarante mille exemplaires l’année qui a suivi son lancement.
En 1994, 3 Suisses réalise à nouveau une collaboration avec Philippe Starck. Il s’agit cette fois, non pas d’un meuble, mais d’une maison complète, la Starck House, écologique et durable. Cette maison se commande sur le catalogue et est livrée sous la forme d’un coffret de bois contenant les plans de conception, une notice descriptive, le carnet de note que Philippe Starck, un marteau, un drapeau français et une cassette vidéo relatant la genèse et la construction de la maison.
En 1995, les premières difficultés surviennent puisque 3 Suisses prend le virage du commerce en ligne et lance son premier site de vente en ligne. L'intégralité du catalogue est désormais accessible sur Internet à partir de l'année 1998, une vraie avancée technologique pour l’époque.
En 2007, 3 Suisses développe le M-Commerce, ce qui permet l'accès au catalogue et au bon de commande via un téléphone portable. En 2008, s'ouvre 3suisses.com qui permet aux internautes de 8 nouveaux pays d'Europe de commander en ligne. La même année, les sites pour la Russie et le Sénégal sont ouverts.

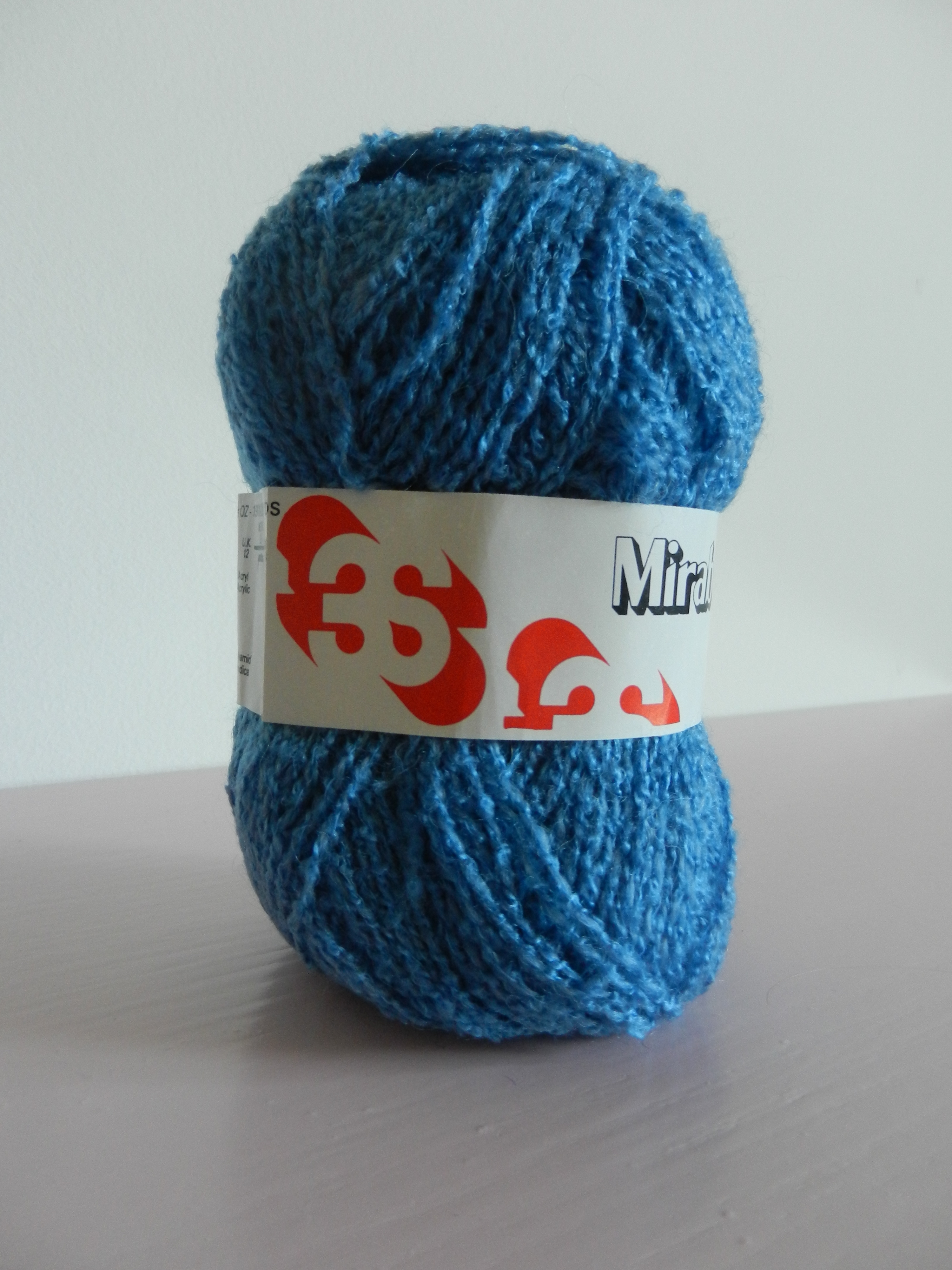
Laine 3 Suisses

En 2009, 3 Suisses connait une profonde réorganisation et un plan de sauvegarde de l'emploi afin de se relancer en s'appuyant sur le commerce en ligne, son savoir-faire et son ADN de mode et de création, sous l'impulsion d'une nouvelle équipe de direction.
En 2010, 3 Suisses renoue avec sa tradition de grands designers invités en couverture et à l'intérieur du catalogue. De grands noms tels que Karl Lagerfeld, qui met en scène six silhouettes pour la collection automne-hiver 2010-2011.  Pour cette collection en collaboration avec Karl Lagerfeld, des pièces sont accessibles de 14.90 à 199 euros. 3 Suisses collabore également avec Hicham Ahmri ou encore Alexandre Vauthier.
En septembre 2014, 3 Suisses présente son nouveau modèle d'affaires orienté vers le numérique et annonce la fin de son catalogue papier, présentant l'intégralité des collections d'une saison, au profit du web et d'éditions régulières. Recentrant ses activités sur les services au commerce en ligne, le groupe 3SI, maison-mère de 3 Suisses, annonce en mars 2016 la cession de l’ensemble de ses filiales de commerce en ligne.
Le 10 juillet 2018 , la société belge 3 Suisses est déclaré en faillite. Détenu par l’association familiale Mulliez (Groupe Auchan), 3 Suisses est revendu au groupe de commerce en ligne allemand Otto puis de nouveau rachetés par Domoti , spécialiste lillois de la vente par correspondance destinée aux seniors.
Le 25 novembre 2018, le groupe Shopinvest , société commerciale en ligne spécialisée dans la mode, la bijouterie et la déco, acquiert la société Livelle (3 Suisses) pour un montant confidentiel,,,,,. 3 Suisses quitte alors Villeneuve-d'Ascq (Nord) pour Paris.
Karine Schrenzel et Olivier Gensburger, cofondateurs de Shopinvest, choisissent une stratégie de co-construction en intégrant six femmes qui participent à l’élaboration de la nouvelle collection automne-hiver 2019. Tous les 6 mois, de nouvelles stylistes seront choisies afin de réfléchir avec les consommatrices et de proposer les vêtements sur les réseaux sociaux, le site internet, mais aussi sur le catalogue.
Karine Schrenzel et Olivier Gensburger, cofondateurs de Shopinvest, décident de réinventer la marque dans un esprit boutique, mode et engagé sur le web. Un relancement est prévu dont l’objectif est de renouer avec la croissance en recrutant dès la première année 2 millions de nouvelles clientes, tout en fidélisant le cœur de cible historique de la marque de plus de 2 millions de fidèles.
3 Suisses se concentre désormais sur une offre produite principalement en France et composée en matières naturelles. Pour aller encore plus loin dans cette démarche écologique, la marque a lancé, en 2020, 3S. x Impact, un programme de soutien pour les jeunes entreprises françaises.

## Le catalogue
En 1932, la marque sort le premier catalogue : le guide du tricot et fil qui perdure jusqu’en 2001. Il est principalement composé de croquis et de dessins.
En 1949, en plus du catalogue Guide du tricot, sort le premier catalogue Mode, il contient 28 pages et 436 articles de prêt-à-porter.
L’évolution du dessin vers la photo s’est déroulée progressivement dans les années 1950-60, tout comme le passage des mannequins de cire aux femmes en chair et en os. D’abord les femmes, puis les hommes et enfin les enfants. En 1967, les photos sont prises dans la rue, les photos deviennent plus animées.
En 1967, sort le premier catalogue couleur, présentant 12 000 articles sur 252 pages. Il est tiré à 2,5 millions d’exemplaires.
En 1975, le premier catalogue meuble de 114 pages voit le jour, suivi l’année suivante du premier catalogue jardin de 80 pages.
En septembre 2014, 3 Suisses présente son nouveau projet d'affaires orienté vers le numérique et annonce la fin de son catalogue papier .
Interrompu en 2014, le catalogue papier reprend du service début 2019 grâce à l’entremise de Karine Schrenzel, la nouvelle directrice qui rachète la marque avec son mari, Olivier Gensburger, fin 2018. Le catalogue compte désormais une soixantaine de pages sur les univers Mode et Maison.

## Identité visuelle

Logo de 3 Suisses dans les années 2000
Logo de 3 Suisses jusqu’en 2014
Logo de 3Suisses jusqu'en 2017
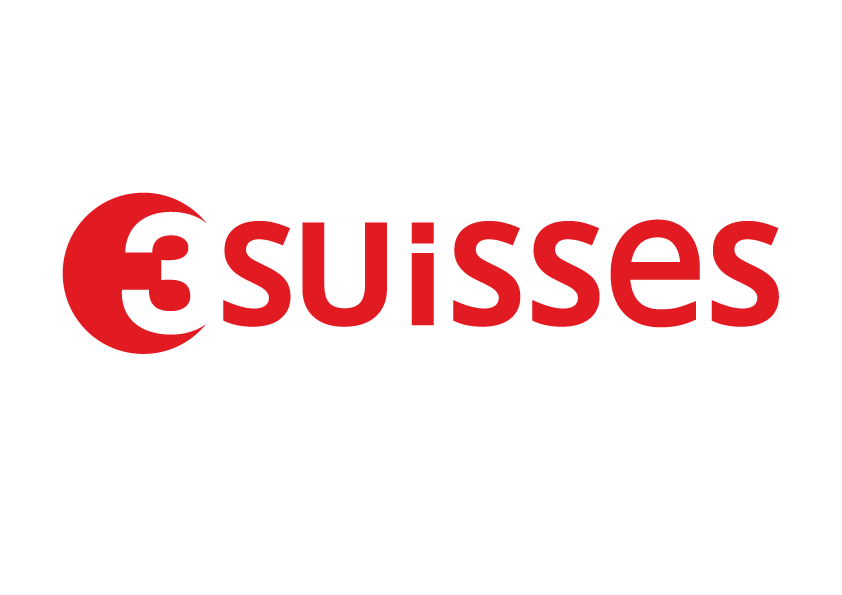
Logo des 3Suisses  septembre 2017
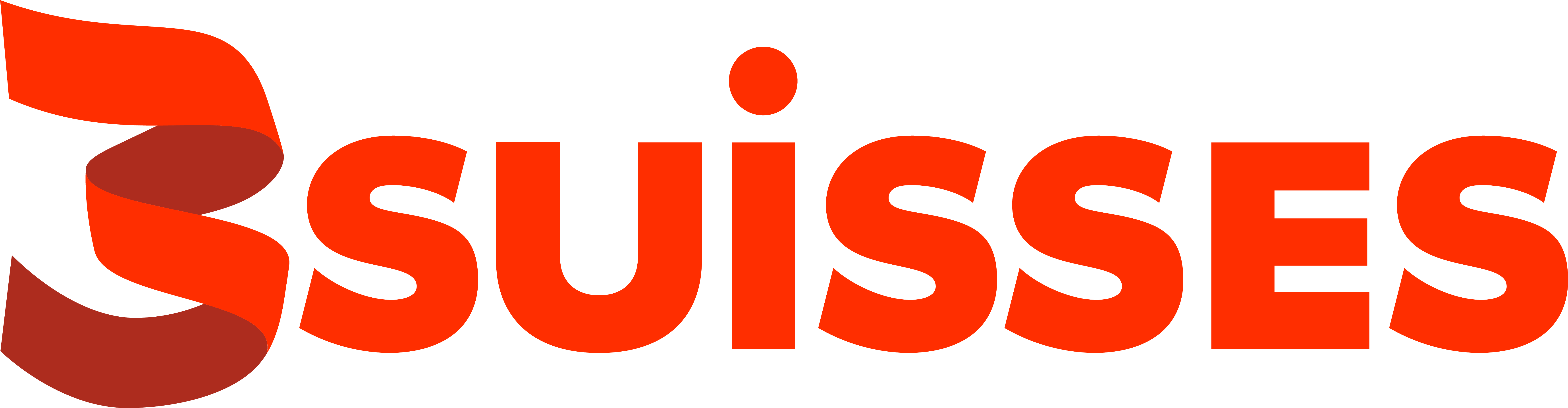
Nouveau logo de la marque 3 SUISSES

## Dans la fiction
Dans le roman Les Particules élémentaires de Michel Houellebecq, Michel Djerzinski  utilise le catalogue pour se masturber.